# Ładzice
Ładzice ist ein Dorf und Sitz der gleichnamigen Gemeinde im Powiat Radomszczański der Woiwodschaft Łódź, Polen.

## Gemeinde
Zur Landgemeinde Ładzice gehören elf Ortsteile mit einem Schulzenamt:
Adamów
Jankowice
Jedlno Drugie
Jedlno Pierwsze
Ładzice
Radziechowice Drugie
Radziechowice Pierwsze
Stobiecko Szlacheckie
Wierzbica
Wola Jedlińska
Zakrzówek Szlachecki
Weitere Ortschaften der Gemeinde sind Borki, Brodowe, Józefów, Kozia Woda, Ludwinów und Tomaszów.